# Finale de la Coupe des clubs champions européens 1968-1969
La finale de la Coupe des clubs champions européens 1968-1969 est la quatorzième de l'histoire de la compétition. 
Le club de la capitale lombarde, l'AC Milan, remporte son deuxième titre de champion continental en ayant écarté aux deux tours précédents les deux anciens vainqueurs de la compétition, Manchester United, et le Celtic Glasgow.

## Parcours des finalistes
Note : dans les résultats ci-dessous, le score du finaliste est toujours donné en premier (D : domicile ; E : extérieur).
| AC Milan          | AC Milan | AC Milan  | AC Milan  |                  | Ajax Amsterdam   | Ajax Amsterdam | Ajax Amsterdam | Ajax Amsterdam | Ajax Amsterdam |
| ----------------- | -------- | --------- | --------- | ---------------- | ---------------- | -------------- | -------------- | -------------- | -------------- |
| Adversaire        | Total    | Aller     | Retour    | Tour             | Adversaire       | Total          | Aller          | Retour         | Appui          |
| Malmö FF          | 5 - 3    | 1 - 2 (E) | 4 - 1 (D) | Premier tour     | FC Nuremberg     | 5 - 1          | 1 - 1 (E)      | 4 - 0 (D)      |                |
| Exempté           | Exempté  | Exempté   | Exempté   | Deuxième tour    | Fenerbahçe SK    | 4 - 0          | 2 - 0 (D)      | 2 - 0 (E)      |                |
| Celtic Glasgow    | 1 - 0    | 0 - 0 (D) | 1 - 0 (E) | Quarts de finale | Benfica Lisbonne | 7 - 4          | 1 - 3 (D)      | 3 - 1 (E)      | 3 - 0 ap       |
| Manchester United | 2 - 1    | 2 - 0 (D) | 0 - 1 (E) | Demi-finales     | Spartak Trnava   | 3 - 2          | 3 - 0 (D)      | 0 - 2 (E)      |                |

## Feuille de match
| 28 mai 1969 | AC Milan                       | 4 – 1   | Ajax Amsterdam     | Stade Santiago Bernabéu, Madrid                               |                                                               |
|             | Prati 7e 40e 75e · Sormani 67e | (2 – 0) | 60e (pen.) Vasović | Spectateurs : 31 782 Arbitrage : José María Ortiz de Mendíbil | Spectateurs : 31 782 Arbitrage : José María Ortiz de Mendíbil |
|             | Rapport                        |         |                    | Spectateurs : 31 782 Arbitrage : José María Ortiz de Mendíbil | Spectateurs : 31 782 Arbitrage : José María Ortiz de Mendíbil |

| Milan | Ajax |

|              |    |                         |  |
|              |    |                         |  |
| G            | 1  | Fabio Cudicini          |  |
| DD           | 2  | Angelo Anquilletti      |  |
| DG           | 3  | Karl-Heinz Schnellinger |  |
| DC           | 4  | Roberto Rosato          |  |
| LIB          | 5  | Saul Malatrasi          |  |
| MC           | 6  | Giovanni Trapattoni     |  |
| ATD          | 7  | Kurt Hamrin             |  |
| MC           | 8  | Giovanni Lodetti        |  |
| AVC          | 9  | Angelo Sormani          |  |
| MOC          | 10 | Gianni Rivera           |  |
| ATG          | 11 | Pierino Prati           |  |
| Entraineur : |    |                         |  |
| Nereo Rocco  |    |                         |  |

|               |    |                     |  |     |
|               |    |                     |  |     |
| G             | 1  | Gert Bals           |  |     |
| DD            | 2  | Wim Suurbier        |  | 46e |
| DC            | 3  | Barry Hulshoff      |  |     |
| DC            | 4  | Velibor Vasović     |  |     |
| LB            | 5  | Theo van Duivenbode |  |     |
| CM            | 6  | Henk Groot          |  | 46e |
| CM            | 7  | Ton Pronk           |  |     |
| RW            | 8  | Sjaak Swart         |  |     |
| CF            | 9  | Inge Danielsson     |  |     |
| CF            | 10 | Johan Cruijff       |  |     |
| LW            | 11 | Piet Keizer         |  |     |
| Remplaçants : |    |                     |  |     |
| MF            | 13 | Bennie Muller       |  | 46e |
| FW            | 12 | Klaas Nuninga       |  | 46e |
| Entraineur :  |    |                     |  |     |
| Rinus Michels |    |                     |  |     |